# Hypodrassodes
Hypodrassodes is een geslacht van spinnen uit de familie bodemjachtspinnen (Gnaphosidae).

## Soorten
De volgende soorten zijn bij het geslacht ingedeeld:
- Hypodrassodes apicus Forster, 1979
- Hypodrassodes asbolodes (Rainbow & Pulleine, 1920)
- Hypodrassodes canacus Berland, 1924
- Hypodrassodes cockerelli Berland, 1932
- Hypodrassodes courti Forster, 1979
- Hypodrassodes crassus Forster, 1979
- Hypodrassodes dalmasi Forster, 1979
- Hypodrassodes ignambensis Berland, 1924
- Hypodrassodes insulanus Forster, 1979
- Hypodrassodes isopus Forster, 1979
- Hypodrassodes maoricus (Dalmas, 1917)